# Elisabeth Järnefelt

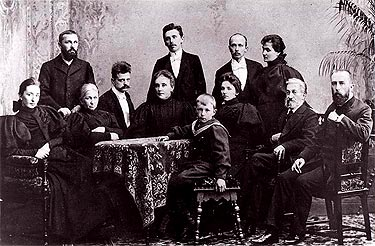
Familjen Järnefelt tillsammans med Jean Sibelius
Stående: Arvid, Armas, Eero och hans fru Saimi..
Sittande: Aino, Elisabeth, Jean Sibelius, Emmy (Arvids fru) och Eero (Arvids son), Elli, Michail Clodt von Jürgensburg och Kasper.
Bilden togs efter Alexander Järnefelts död 1896.

Elisabeth Järnefelt, född Clodt von Jürgensburg 11 januari 1839 i Sankt Petersburg i kejsardömet Ryssland, död 3 februari 1929 i Helsingfors, var en finländsk värdinna på litterära salonger, känd som "den finländska litteraturens moder".

## Biografi
Elisabeth Järnefelt var femte barn i ordningen till generalmajoren och trägravören Konstantin Clodt von Jürgensburg av släkten Clodt von Jürgensburg och hans franska första hustru Catharina Vigné, och bror till målaren Michail Clodt von Jürgensburg. Hon var också brorsdotter till skulptören Peter Clodt von Jürgensburg. Hon växte upp i Sankt Petersburg och utbildades en period först på en internatflickskola och därefter i hemmet. Hon lärde som 15-åring känna sin brors officerskamrat Alexander Järnefelt, gifte sig med honom i december 1857 i Sankt Petersburg och bosatte sig efter några år i Finland. Maken, som var fennoman, bestämde då att familjens hemspråk skulle vara finska.
Paret Järnefelt levde i ett olyckligt äktenskap, i vilket Elisabeth Järnefelt uppges tidvis ha tvingats låna pengar från släktingar och vänner för att klara hushållsutgifterna på grund av sin mans dåliga ekonomiska sinne. Efter 1876 kommunicerade paret med varandra endast genom skriftliga meddelanden, som barnen överlämnade. Juhani Aho, som var studiekamrat och god vän till sönerna, var också vän och förtrogen med Elisabeth Järnefelt, och hans litterära verksamhet influerades av hennes salong. Det har, på basis av korrespondens dem emellan, spekulerats i om de hade ett intimt förhållande i början av 1880-talet.
Elisabeth Järnefelt blev en central figur i finländskt kulturliv som värdinna för en litterär salong för en studentkrets i Helsingfors, vilken kallades ”Järnefeltsskolan” eller "Elisabeths krets". Denna salong kretsade kring skandinavisk, finländsk och rysk litteratur. Där diskuterades också politik, religion och jämlikhet. Under de år hennes söner låg vid universitetet, blev salongen ett centrum för den "ungfinska" radikala föreningen K.P.T. (”Koko Programmi toimeen”, svenska: Genomför Hela Programmet"), som strävade efter att främja finska språket i dåvarande Storfurstendömet Finland, där det svenska språket var det ledande i samhällsliv och överklass. Denna salong betraktas som födelseplatsen för finskspråkig realism och för finskspråkiga författare över huvud taget. Salongen pågick fram till slutet av 1880-talet, då hennes man blev guvernör i Vasa län och familjen flyttade till Vasa. 
Hon hade de nio barnen Kasper, Arvid, Eero, Ellida, Ellen, Armas, Aino, Hilja och Sigrid. Kritikern Kasper, kompositören Armas, författaren Arvid och konstnären Eero blev prominenta personer i Finlands kulturliv, och Aino gifte sig med Jean Sibelius. 
Mot slutet av 1880-talet blev Elisabeth Järnefelt genom sin yngre syster, målaren Olga Clodt von Jürgensburg (1856-omkring 1942) tolstojan, anhängare av Lev Tolstojs filosofiska och religiösa idéer, troligen den första i Finland. Efter makens död 1896 köpte hon i linje med detta Vieremä hemman i Lojo, där hon bodde tills hon 1906 flyttade in hos sin son Kasper, då änkeman. Hon levde till 1917 på sin tsarryska pension efter sin avlidna man från dennes generalstid. Därefter drogs pensionen in, och hon levde under sina sista år under knappa omständigheter.